# Xenolpium pacificum
Xenolpium pacificum är en spindeldjursart som först beskrevs av With 1907.  Xenolpium pacificum ingår i släktet Xenolpium och familjen Olpiidae.

## Underarter
Arten delas in i följande underarter:
- X. p. norfolkense
- X. p. pacificum